# Halocynthia papillosa
Halocyntia papillosa, conocida comúnmente como ascidia roja, es una ascidia, una especie de tunicado.

## Distribución
Esta especie se encuentra a profundidades de 2 a 100 metros. Se fija a rocas y salientes, o entre Posidonia (plantas florales). Se puede encontrar en el Atlántico nororiental, el pacífico occidental, a lo largo de la costa portuguesa y el Mediterráneo.

## Descripción
Halocynthia papillosa suele tener una altura de aprox. 10 cm, aunque se han documentado ejemplares de hasta 20 cm. Puede contraerse cuando se le molesta.

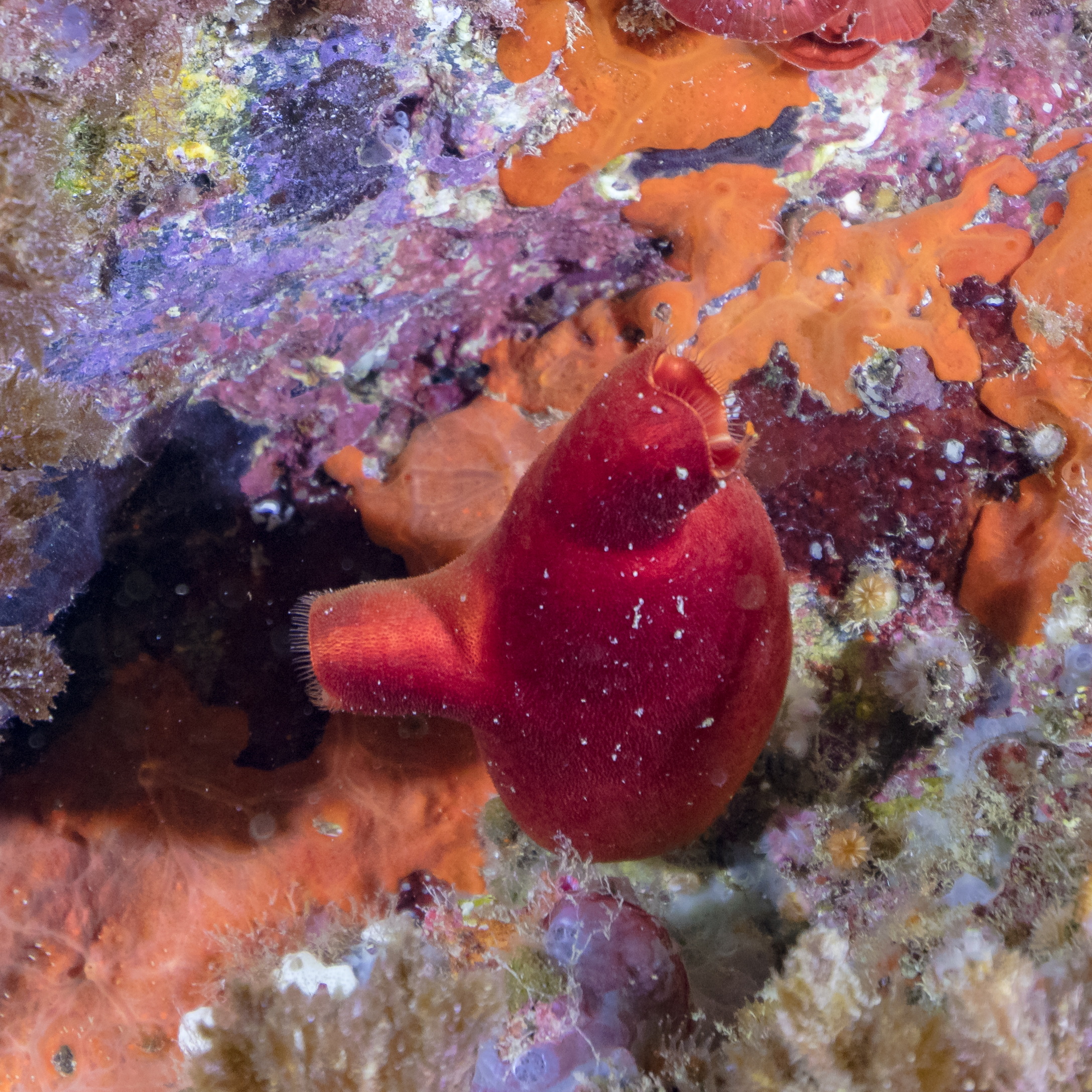
Ejemplar de Cabo de Palos, Murcia (España).